# Взятие Кайенны (1809)
Взятие Кайенны — сражение в ходе Наполеоновских войн, состоявшееся 7—14 января 1809 года между португало-британской и французской армиями, итогом которого стала оккупация португальцами Французской Гвианы до 8 ноября 1817 года.

## Предыстория
Во время наполеоновских войн колониальные владения Французской империи в регионе Карибского моря подвергались нападению со стороны военно-морских сил Великобритании. В то же время, военно-морские силы Французской империи нападали на суда торгового флота Великобритании, пытаясь, таким образом, отвлечь на их охрану военный флот противника. Военно-морские силы Великобритании блокировали флот Французской империи в его собственных гаванях и прервали торговые отношения между метрополией и колониями, что стало причиной нехватки в последних продовольствия. Летом 1808 года губернаторы местных колоний Французской империи запросили срочную помощь у метрополии.
Некоторые из этих сообщений были перехвачены патрулями Великобритании. Узнав о катастрофичном положении дел в колониях французов, англичане приняли решение провести ряд десантных операций по их захвату, чтобы ликвидировать присутствие Франции в регионе Карибского моря. Командование кампанией было поручено контр-адмиралу Александру Кохрейну, который сосредоточил все усилия на захвате острова Мартиника. С этой целью им были подготовлены армия и флот на Барбадосе. Главные силы англичане сосредоточили на оккупации колоний французов среди Подветренных островов. Оставшиеся силы были брошены ими на вторжение в другие колонии противника в регионе.
Фрегат «Уверенный» (англ. Confiance) под командованием капитана Джеймса Лукаса Йе был направлен к северному побережью Южной Америки. Понимая, что для вторжения во Французскую Гвиану одного корабля недостаточно, англичане попытались заключить соглашение с португальцами о совместных действиях против французов. Переговоры вёл контр-адмирал Сидней Смит. Португальская империя хотела по-новому определить границу между Бразилией и Французской Гвианой, и согласилась сотрудничать с Великобританией, предоставив со своей стороны эскадру, состоявшую из линейного корабля «Инфант Дон Педру», брига «Стремительный», шхуны «Генерал Магеллан» и куттеров «Месть» и «Лев». 700 солдат Бразильской колониальной армии находились под командованием генерал-лейтенанта Мануэля Маркеса; морскими пехотинцами командовал Луис Морейра-да-Кунья. Командование всей операцией было поручено капитану Джеймсу Лукасу Йе, прибывшему в Белен в начале декабря 1808 года.

## Ход сражения
Первая битва произошла 15 декабря 1808 года на берегу реки Апруаг, итогом её стал арест двух судов французов. 6 января 1809 года португало-британские войска начали операцию по захвату Кайенны. Уже 7 января в три часа ночи на пяти каноэ, несмотря на сильный дождь, который продолжался в течение всей операции, португало-британский десант высадился на берегу реки Маюри на Иль-де-Кайенн. Морские пехотинцы атаковали форт Дегра-де-Канн. Захватив его, они двинулись на форт Дьяман, который вскоре был тоже захвачен. В ходе этого сражения у португальцев и британцев 7 человек были ранены, у французов 6 человек убиты и 4 ранены, 90 человек сдались в плен. Португальцы и британцы захватили четыре пушки. В захваченных фортах был размещен гарнизон, высадившийся с кораблей эскадры.
Опасаясь блокады Кайены, Виктор Юг, губернатор Французской Гвианы, атаковал с 600 солдатами позиции противника. Джеймс Лукас Йе снёс форт Дьяман и сосредоточил основные силы в форте Дегра-де-Канн. Он послал вниз по реке разведчиков, которые обнаружили ещё два форта — Трио и Каналь-де-Торси. Последний форт защищал подходы к резиденции губернатора, расположенной на канале. Джеймс Лукас Йе, используя куттеры «Месть» и «Лев», решил немедленно атаковать эти форты. Он сам повел атаку и захватил форт Трио. Оба форта были захвачены, а их гарнизоны отступили.
Тем временем, трёхчасовая атака французов на форт Дегра-де-Канн провалилась. Губернатор укрепил свою резиденцию с помощью 100 солдат и 2 артиллерийских орудий. Он отказался заключить перемирие. Отбивая атаки португальцев и англичан, Виктор Юг сумел устроить им засаду в роще близ резиденции. По сигналу одного из артиллерийских орудий, французы открыли огонь из засады по наступавшему противнику. Джеймс Лукас Йе возглавил атаку на засаду и в рукопашном бою захватил резиденцию губернатора. Собравшись с силами, он двинулся на Кайенну, готовясь к решающему сражению на равнине Борегар, где Виктор Юг установил укрепления с оставшимися у него 400 солдатами и милиционерами.
Прибыв на позиции 10 января 1809 года, Джеймс Лукас Йе послал двух младших офицеров в Кайенну, снова предложив перемирие, которое на этот раз французами было принято. Капитуляция длилась в течение следующих четырёх дней. Войска португальцев и британцев вошли в Кайенну 14 января 1809 года.

## Итоги
Потери французов были весьма ощутимыми. 16 человек были убиты, 20 ранены. 400 солдат регулярной армии, 600 милиционеров-европейцев и 200 чернокожих ополченцев сдались в плен. Всем им разрешили вернуться в свои дома. Французы потеряли 200 пушек, все военные и государственные арсеналы, поселения и торговые посты во Французской Гвиане, территория которой простиралась от границы с Бразилией до реки Марони.
Потери британцев и португальцев были лёгкими: британцы потеряли одного лейтенанта убитым, 23 человека были ранены; португальцы потеряли 1 человека убитым, 8 были ранены.
Французская Гвиана была оккупирована Португальской империей. Командование Джеймса Лукаса Йе получило высокую оценку, но в декабре того же года по состоянию здоровья он был демобилизован в Рио-де-Жанейро. По возвращении на действительную службу, Джеймс Лукас Йе был награждён принцем-регентом Бразилии кольцом с бриллиантом и посвящён в рыцари португальской и британской корон. Впоследствии он был назначен командиром фрегата «Саутгемптон». В 1849 году в Великобритании была учреждена медаль в память о взятии Кайенны в 1809 году, которой наградили всех живших в то время участников операции.